# Belun
Belun is een bestuurslaag in het regentschap Bojonegoro van de provincie Oost-Java, Indonesië. Belun telt 2613 inwoners (volkstelling 2010).